# Constante de dissociação
Em química, bioquímica e farmacologia, a constante de dissociação ({\displaystyle K_{d}}), também conhecida como constante de ionização, é um dado expresso através de um logaritmo negativo que caracteriza fisico-quimicamente compostos aquosos. A constante de dissociação descreve as diversas proporções de espécies iônicas em um dado composto e o estado (ionizado ou não) em que se essas se encontram em um determinado valor de pH. A relação da constante com as proporções de ácidos e bases conjugadas podem se dar a partir do seguinte equilíbrio:
HA + H2O ↔ H30+ + A-
HA - (ácido de Bronsted)
H2O – base de Bronsted
Que possui como constante de dissociação:
Kd = [H30+] [A-] / [HA] [H2O]
{\displaystyle K_{d}={\frac {[A]^{x}\cdot [B]^{y}}{[A_{x}B_{y}]}}}
Ainda, no campo das ciências médicas, tal constante pode ser usada para avaliar os efeitos de fármacos a partir de suas interações físico-químicas com receptores específicos, quantificando o percentual de ligação em uma determinada concentração.